# Parc régional naturel de Nikaj-Mërtur
Le Parc régional naturel de Nikaj-Mërtur (albanais : Parku Natyror Rajonal Nikaj-Mërtur), est un parc régional situé dans la municipalité de Tropojë dans le nord de l'Albanie. Il est reconnu comme zone protégée en 2008 et couvre une superficie de 17,505 hectares.